# Liogenys obesina
Liogenys obesina är en skalbaggsart som beskrevs av Frey 1969. Liogenys obesina ingår i släktet Liogenys och familjen Melolonthidae. Inga underarter finns listade i Catalogue of Life.